# 25 oktober
25 oktober är den 298:e dagen på året i den gregorianska kalendern (299:e under skottår). Det återstår 67 dagar av året.

## Återkommande bemärkelsedagar

### Nationaldagar
- Kazakstans nationaldag

## Namnsdagar

### I den svenska almanackan
- Nuvarande – Inga och Ingalill
- Föregående i bokstavsordning
  - Crispinus – Namnet fanns, till minne av Crispinus en romersk martyr, som avrättades tillsammans med sin bror Crispinianus, på dagens datum före 1730, då det utgick och ersattes av den modernare namnformen Krispin.
  - Inga – Namnet förekom på 1790-talet på 13 februari, men utgick sedan. 1901 infördes det på dagens datum och har funnits där sedan dess.
  - Ingalill – Namnet infördes på dagens datum 1986. 1993 utgick det, men återinfördes på dagens datum 2001.
  - Ingert – Namnet infördes på dagens datum 1986, men utgick 1993.
  - Ingvald – Namnet infördes 1986 på 10 april, men flyttades 1993 till dagens datum och utgick 2001.
  - Krispin – Namnet infördes på dagens datum 1730, då det ersatte den äldre namnformen Crispinus, men utgick 1901.
- Föregående i kronologisk ordning
  - Före 1730 – Crispinus
  - 1730–1900 – Krispin
  - 1901–1985 – Inga
  - 1986–1992 – Inga, Ingalill och Ingert
  - 1993–2000 – Inga och Ingvald
  - Från 2001 – Inga och Ingalill
- Källor
  - Brylla, Eva (red.). Namnlängdsboken. Gjøvik: Norstedts ordbok, 2000 ISBN 91-7227-204-X
  - af Klintberg, Bengt. Namnen i almanackan. Gjøvik: Norstedts ordbok, 2001 ISBN 91-7227-292-9

### Finlandssvenska almanackan
- Nuvarande från 1973[1] – Yvonne
- I föregående revideringar[a][2]
  - 1929–1949 – Hilda
  - 1950–1972 – Fredrika

## Händelser
- 1154 – Sedan Stefan av Blois har avlidit i Dover efterträds han som kung av England av sin kusin Matildas son Henrik II i enlighet med det fördrag, som har ingåtts året före. Därmed uppstiger ätten Plantagenet på Englands tron och kommer att inneha den till 1399. Eftersom Henrik redan styr över stora delar av nuvarande Frankrike och som kung av England snart även får viss makt över Irland grundas därmed det så kallade angevinska riket, som omfattar nuvarande England och Wales, västra Frankrike och delar av Irland.
- 1187 – Sedan Urban III har avlidit en vecka tidigare väljs Alberto de Morra till påve och tar namnet Gregorius VIII. Denne avlider dock själv två månader senare.
- 1241 – Sedan Gregorius IX har avlidit den 22 augusti väljs Goffredo da Castiglione till påve och tar namnet Celestinus IV. Han avlider dock själv efter endast sexton dagar som påve, varefter påvestolen kommer att stå tom i ett och ett halvt år.
- 1415 – Slaget vid Azincourt under hundraårskriget mellan England och Frankrike.
- 1760 – Vid Georg II:s död efterträds han som kung av Storbritannien och Irland av sin sonson Georg III.[3]
- 1795 – Institut de France bildas.
- 1854 – Slaget vid Balaklava (även kallad Dödsritten vid Balaklava) under Krimkriget.
- 1902 – Vulkanen Santa María i Guatemala får ett utbrott varvid ca 5 000 invånare omkommer.[4]
- 1936 – Adolf Hitler och Benito Mussolini inleder samarbete och Berlin-Rom-axeln skapas.
- 1955 – SAAB 35 "Draken" flyger första gången.
- 1963 – The Beatles spelar i Sundstaaulan i Karlstad, gruppens första framträdande utanför Storbritannien och Tyskland.[5]
- 1970 – Kommunistiska Förbundet Marxist-Leninisterna (revolutionärerna), senare Kommunistiska partiet, bildas på en konferens i Göteborg. En interimistisk centralkommitté med Frank Baude som ordförande utses.
- 1972 – En ny motorväg på E4 från Märsta/Arlanda till Uppsala öppnas för trafik.
- 1980 – Ett möte för bildande av Stiftelsen Aktionsgruppen för ett Framtids- och Miljöparti hålls i Solna vilket följande år resulterar i bildandet av Miljöpartiet de Gröna.
- 1983 – USA invaderar Grenada.
- 2001 – Microsoft släpper operativsystemet Windows XP.
- 2003 – 38-årige Fredrik Reinfeldt väljs till Moderata samlingspartiets partiledare.
- 2007 – Första kommersiella flygningen med Airbus A380 genomförs av Singapore Airlines. Flighten avgår från Singapore och ankommer till Sydney.

## Födda
- 1564 – Hans Leo Hassler, tysk tonsättare.
- 1645 – Nicolaus Georgii Dwan, svensk präst och riksdagsman.
- 1725 – Hans Gädda, svensk magister, kyrkoherde och prost.
- 1755 – François Joseph Lefebvre, fransk militär, marskalk av Frankrike.
- 1759
  - Maria Fjodorovna, rysk kejsarinna.
  - William Wyndham Grenville, 1:e baron Grenville, brittisk politiker, premiärminister 1806–1807.
- 1780 – Philip Hone, amerikansk politiker.
- 1785 – Thomas Brown, amerikansk politiker (whig), guvernör i Florida 1849–1853.
- 1790 – Robert Stirling, skotsk präst och uppfinnare av stirlingmotorn.
- 1800 – Thomas Babington Macaulay, brittisk historiker, poet, essäist och politiker.
- 1806 – Max Stirner, tysk filosof.
- 1811 – Evariste Galois, fransk matematiker.
- 1825 – Johann Strauss den yngre, österrikisk tonsättare, kallad valskungen.
- 1838 – Georges Bizet, fransk kompositör.
- 1864 – John Francis Dodge, amerikansk bilindustripionjär.
- 1881 – Pablo Picasso, spansk konstnär, grafiker, skulptör och poet.
- 1884 – Eivind Berggrav, norsk biskop.
- 1886 – Krispin Svärd, svensk idrottare och medgrundare till Västerås SK.
- 1888 – Richard Byrd, amerikansk sjöofficer och flygpionjär; flög över Nordpolen 1926.
- 1892 – John C. Bell, amerikansk republikansk politiker och jurist.
- 1893 – Kurt Huber, tysk professor, medlem av Vita rosen.
- 1895 – Levi Eshkol, Israels premiärminister 1963–1969.
- 1898 – Philip Bard, amerikansk psykolog.
- 1902 – Eddie Lang, amerikansk jazzgitarrist.
- 1905 – Karl Schluch, tysk SS-officer.
- 1913 – Klaus Barbie, tysk SS-officer.
- 1918 – Mimi Nelson, svensk skådespelare.
- 1921 – Gunnel Broström, svensk regissör och skådespelare.
- 1928 – Anthony Franciosa, amerikansk skådespelare.
- 1931 – Klaus Hasselmann, tysk klimatforskare, meteorolog och oceanograf, mottagare av Nobelpriset i fysik 2021.
- 1944
  - Jon Anderson, brittisk sångare.
  - Björn J:son Lindh, svensk kompositör.
- 1947 – Glenn Tipton, brittisk musiker, gitarrist i Judas Priest.
- 1951 – Carl-Magnus Dellow, svensk skådespelare.
- 1952 – Tove Nilsen, norsk författare.
- 1957 – Nancy Cartwright, amerikansk röstskådespelare.
- 1959 – Mikael Odhag, svensk skådespelare.
- 1961 – Chad Smith, amerikansk musiker, trummis i Red Hot Chili Peppers.
- 1962 – Cecilia Ringkvist, svensk sångare.
- 1963
  - John Levén, svensk musiker, basist i Europe.
  - Stina Rautelin, finlandssvensk skådespelare.
- 1966 – Wendel Clark, kanadensisk ishockeyspelare.
- 1967 – Gary Sundgren, svensk fotbollsspelare.
- 1971 – Juha Mäenpää, finländsk politiker.
- 1973 – Lamont Bentley, amerikansk skådespelare.
- 1981 – Shaun Wright-Phillips, engelsk fotbollsspelare.
- 1984
  - Sara Lumholdt, svensk sångare, bland annat medlem i A-Teens.
  - Katy Perry (egentligen Katheryn Elizabeth Hudson), amerikansk sångare, låtskrivare och skådespelare.
- 1985 – Ciara, amerikansk sångare.
- 1998 – Felix Sandman, svensk sångare och skådespelare.

## Avlidna
- 304 – Marcellinus, påve sedan 296 (martyrdöd denna eller föregående dag).
- 625 – Bonifatius V, påve sedan 619.
- 1047 – Magnus den gode, kung av Norge sedan 1035 och av Danmark sedan 1042.
- 1154 – Stefan av Blois, kung av England sedan 1135.
- 1281 – Jakob Israelsson, svensk ärkebiskop sedan 1277.
- 1400 – Geoffrey Chaucer, engelsk författare, diplomat, filosof och poet.
- 1415 – Edvard, hertig av York och Aumale (drunknad vid slaget vid Azincourt).
- 1647 – Evangelista Torricelli, italiensk fysiker och matematiker.
- 1733 – Giovanni Girolamo Saccheri, italiensk jesuitpräst och matematiker.
- 1760 – George II, kung av Storbritannien och Irland sedan 1727.
- 1816 – Johan Wilhelm Liljencrantz, 48, svensk greve, militär, ämbetsma och landshövding i Västmanlands län.
- 1834 – Axel von Rosen, svensk greve och ämbetsman.
- 1848 – Dixon H. Lewis, amerikansk demokratisk politiker, senator (Alabama) 1844–1848.
- 1881 – Sir Philip Wodehouse, brittisk politiker.
- 1889 – Émile Augier, fransk dramatiker och författare.
- 1893 – Pjotr Tjajkovskij, rysk tonsättare.
- 1896 – Lennart Groll, svensk politiker.
- 1920 – Alexander I, kung av Grekland sedan 1917 (död efter att ha blivit biten av sitt favorithusdjur, en apa).
- 1921 – Bat Masterson, amerikansk sheriff.
- 1934 – Lauri Ingman, finsk statsminister 1918–1919 och 1924–1925 samt finsk ärkebiskop sedan 1930.
- 1941
  - Robert Delaunay, fransk konstnär.
  - Nisse Lind, svensk kapellmästare, kompositör, skådespelare och musiker (dragspel, piano).
- 1945 – Robert Ley, tysk nazistisk politiker (självmord).
- 1954 – Marika Stiernstedt, svensk författare.
- 1956 – Risto Ryti, finländsk politiker, president 1940–1944.
- 1957 – Henry van de Velde, belgisk målare, arkitekt och formgivare.
- 1972 – Doyle E. Carlton, amerikansk demokratisk politiker, guvernör i Florida 1929–1933.
- 1973 – Abebe Bikila, 41, etiopisk maratonlöpare, OS-guld 1960 och 1964.
- 1976 – John Sörenson, 87, svensk gymnast, OS-guld 1912 och 1920.
- 1977 – Félix Gouin, 93, fransk politiker, ordförande i Frankrikes provisoriska regering 26 januari–24 juni 1946.
- 1984 – Håkan Serner, 51, svensk skådespelare.
- 1993 – Vincent Price, 82, amerikansk skådespelare.
- 1995 – Viveca Lindfors, 74, svensk-amerikansk skådespelare.
- 1999 – Payne Stewart, 42, amerikansk golfspelare.
- 2001 – Soraya Esfandiary, 69, kejsarinna av Iran 1951–1958.
- 2002 – Richard Harris, 72, irländsk skådespelare.
- 2003
  - Veikko Hakulinen, 78, finländsk längdskidåkare, OS-guld 1952 och 1956.
  - Bengt ”Bengan” Wittström, 74, svensk jazzmusiker, radioproducent och visforskare.
- 2004 – John Peel, 65, brittisk musikproducent och radioman.
- 2008
  - Per Sjöstrand, 78, svensk skådespelare, regissör och manusförfattare.
  - Estelle Reiner, 94, amerikansk skådespelare och dansös, mor till regissören Rob Reiner och fru till skådespelaren och regissören Carl Reiner, När Harry mötte Sally.
- 2012 – Jacques Barzun, 104, franskfödd amerikansk idé- och kulturhistoriker.
- 2013 – Hertha Hillfon, 92, svensk keramiker och skulptör.
- 2014
  - Marcia Strassman, 66, amerikansk skådespelare (Älskling, jag krympte barnen, etc).
  - Jack Bruce, 71, brittisk (skotsk) musiker, låtskrivare och sångare (Cream).
- 2016 – Carlos Alberto Torres, 72, brasiliansk fotbollsspelare.
- 2020 – David Karnes, 71, amerikansk republikansk politiker, senator (Nebraska) 1987–1988.
- 2023
  - Lars O. Lagerqvist, 94, svensk numismatiker och historiker.[6]
  - Hans Mosesson, 79, svensk musiker, skådespelare och regissör.
- 2024 – Phil Lesh, 84, amerikansk basist och multiinstrumentalist.